# General Woo
Srđan Ćuk poznatiji kao General Woo (Vukovar, 17. studenog 1977.), hrvatski hip-hop/rap glazbenik.

## Životopis
Pravo ime mu je Srđan Ćuk, a nadimak Woo (VU) je vezan uz njegov rodni grad Vukovar. Woo-ova hip-hop  priča počinje se odvijati početkom devedesetih kada dolazi u Zagreb već potpuno "zaražen" hip-hopom i sudjeluje u par demobendova koji se okupljaju oko kultne emisije Blackout Rap Show. 1996. s Nenadom Šimunom (Target) osniva sastav Tram 11. Do raspada sastava 2003. objavili su tri studijska albuma i tri kompilacije. 
2002. godina će biti godina njegovog samostalnog rada. Izašao je njegov album jednostavnog naziva "General Woo". Album je najavila izvrsna retro zezalica pod nazivom "Fix", koja predstavlja duhoviti osvrt na osamdesete i stvari koje su tada bile in. Na albumu gostuje čitav niz poznatih imena: Target, Bolesna braća, Ivana Kindl, Ivana Husar iz Divasica i mnogi drugi.
2005. u suradnji sa zagrebačkim raperom Neredom pod etiketom Menarta, izlazi album Baš je lijep ovaj svijet.

## Diskografija

### Tram 11
- 1999. - Čovječe ne ljuti se
- 2000. - Vrućina gradskog asfalta
- 2003. - Tajna crne kutije (The Best Of)
- 2022. - Jedan i jedan

### Solo Albumi
- 2002. - Takozvani
- 2005. - Baš je lijep ovaj svijet s Neredom
- 2006. - Krv nije voda
- 2011. - Verbalni Delikt
- 2014. - Pad Sistema